# Hooper (Utah)
Hooper je město v okresu Weber County ve státě Utah. K roku 2000 zde žilo 3 926 obyvatel. S celkovou rozlohou 30,3 km² byla hustota zalidnění 131,4 obyvatel na km². Bylo pojmenováno podle politika Williama Henry Hoopera.